# マイクロプレート

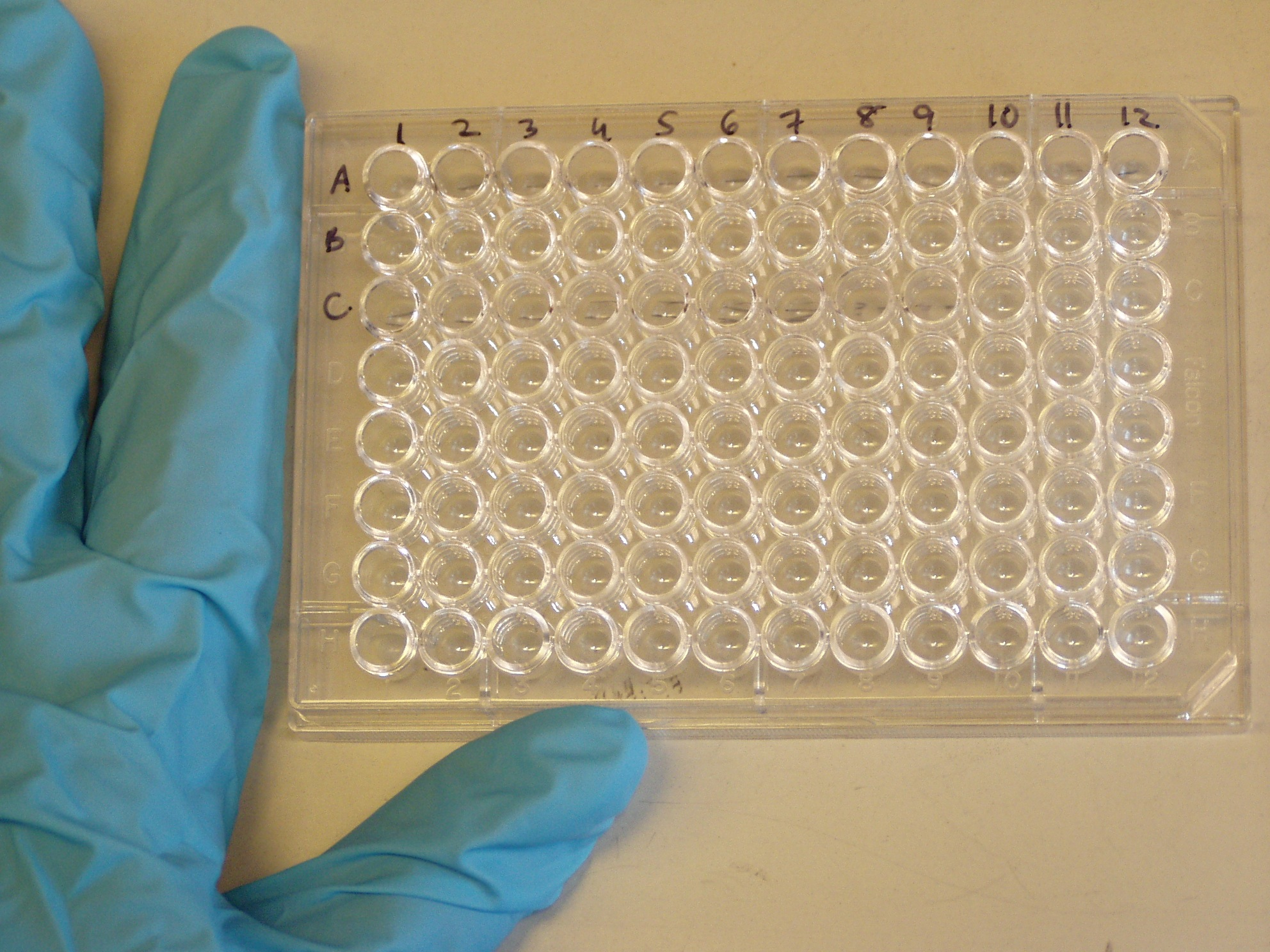
96穴型マイクロプレート：ELISAなどに用いる。

マイクロタイタープレート（英: Microtiter plate）またはマイクロプレート（英: Microplate(英語版)）は、多数のくぼみ（穴またはウェル）のついた平板からなる実験・検査器具で、各ウェルを試験管あるいはシャーレとして利用するものをいう。生化学的分析や臨床検査などで盛んに用いられている。特によく用いられるのがELISAである。
ウェルの数には6、24、96、384などがあり、最高で9600穴のものもある。全体は長方形で、ウェルが2：3（たとえば96穴ならば8：12）の割合で並んでいる。ウェルの容量は数マイクロリットルから数ミリリットルである。6穴のものは微生物や培養細胞を培養するためのシャーレ代わりに用いられており、これを試験に使うことで操作および結果比較が容易になっている。また穴が多数のものを用いれば、同条件下で多数のデータを得ることができ、作業の省力化、試料の減量やデータの精密化に寄与している。多数の試料・情報を一度に処理しようとする現代生物学・化学等の流れ（ハイ・スループット化）にも合致するものである。
ハンガリー人微生物学者ギュロ・トカーツィ（Gyula Takátsy(英語版)）が1950年にアクリル樹脂で作成した8×12列のものが最初である。
その後次第に利用範囲が広がり、1990年頃までに汎用品として多数のメーカーで製造されるようになった。材質としてはポリエチレン・ポリプロピレン・ポリスチレンなどがあり、ガラス製も用いられる。ウェルの底は平らなもの、丸いもののほか、細長いマイクロチューブを多数組み合わせた形式のもの（ディープウェルプレート）もある。これらは目的に応じて使い分けられている。
関係機器としては、マイクロプレートを用いて吸光・蛍光・発光を検出・測定するためのマイクロプレートリーダー（Microplate reader）が特に重要であり、これによって微量かつ多数の試料の測定を同時に行えるようになった。そのほかマイクロプレート用の遠心機や、試料の出し入れ・洗浄などを自動的に行う装置（384穴以上になると手動操作は困難となる）も盛んに用いられている。そのため1990年代から2000年代にかけてマイクロプレートの寸法・材質について標準化が行われた。